# Oberea cingulata
Oberea cingulata là một loài bọ cánh cứng trong họ Cerambycidae.